# American Gothic (ep)
 For alternative betydninger, se American Gothic (flertydig). (Se også artikler, som begynder med American Gothic)
American Gothic er en ep udgivet af Smashing Pumpkins d. 1. januar 2008 via iTunes og d. 11. februar 2008 på cd i Storbritannien. Det er bandets fjerde ep, og den indeholder fire nye akustiske numre skrevet og indspillet under bandets igangværende verdensturné til fordel for albummet Zeitgeist.
American Gothic er indspillet i Pass Studio i Los Angeles, USA i december 2007 af Billy Corgan (sang, guitar og bas) og Jimmy Chamberlin (trommer). Corgan og Chamberlin har ligeledes produceret ep'ens tre første sange, mens Sunkissed er produceret sammen med Roy Thomas Baker, der også var producer på nogle af sangene på Zeitgeist. Det er kun den fjerde ep fra Smashing Pumpkins i bandets 20-årige karriere efterfulgt af Lull (1991), Peel Sessions (1992) og Zero (1996). Det er dog første gang, at bandet udgiver en ep med udelukkende nyskrevne sange.
I forbindelsen med udgivelsen af American Gothic i Europa og bandets Europaturné i februar 2008 tilføjede Smashing Pumpkins fire bonustracks til en speciel UK Tour Edition af American Gothic. De fire sange er liveoptagelser af nogle af bandets største hits fra én af bandets koncerter på starten af turnéen i februar 2008. De fire bonustracks vil udelukkende være mulige at downloade fra 7digital fra d. 25. februar 2008 og vil ikke være at finde på cd-udgivelsen af American Gothic.

## Skæringsliste
1. The Rose March
2. Again, Again, Again (The Crux)
3. Pox
4. Sunkissed

Alle sange er skrevet af Billy Corgan.

## UK Tour Edition
1. Lily (My One and Only) (live)
2. That's the Way (My Love Is) (live)
3. 1979 (live)
4. Perfect (live)

Alle sange er skrevet af Billy Corgan. De er indspillet live i starten af februar 2008 på bandets Europaturné. Sangene er indspillet akustisk sammen med de turnérende medlemmer Jeff Schroeder (guitar), Ginger Reyes (bas) og Lisa Harriton (keyboard). Lily og 1979 er oprindeligt fra dobbeltalbummet Mellon Collie and the Infinite Sadness (1995), Perfect er fra Adore (1998) og That's the Way (My Love Is) er fra Zeitgeist (2007).